# Kyle Sullivan
Kyle Russell Sullivan (ur. 24 września 1988), aktor amerykański.
Znany przede wszystkich z nieemitowanego w Polsce programu rozrywkowego All That, w którym zadebiutował w 2001 roku, zaledwie jako trzynastolatek. Od 2001 do 2003 r. jako Dabney Hooper występował w serialu Zwariowany świat Malcolma. Pomimo gościnnych występów w serialach takich, jak Ostry dyżur czy Szpital Dobrej Nadziei, najbardziej znany i ceniony jest za rolę w Domowym froncie.